# Алексеевка (Омский район)
Алексеевка — деревня в Омском районе Омской области, в составе Покровского сельского поселения.

## История
Основана в 1925 году. В 1928 г. посёлок Алексеевский состоял из 59 хозяйств, основное население — русские. В составе Ново-Троицкого сельсовета Бородинского района Омского округа Сибирского края.

## Население
| 2006 | 2010 |
| ---- | ---- |
| 22   | ↘21  |